# Chilperico I
Chilperico I, (entre 525 y 527 o 534 - Chelles, entre el 20 y el 28 de septiembre de 584) fue un rey franco de familia merovingia. Gobernó en el reino parcial de Neustria, desde el 561 hasta el día su muerte. Hijo del rey Clotario I con su quinta esposa Arnegonda; fue apodado  como “El Nerón y el Herodes de nuestro tiempo” por Gregorio de Tours.

## Biografía
Hijo de Clotario I y Arnegonda. En 561, muere su padre Clotario I, rey de los francos, que había dividido el reino entre sus cuatro hijos.
Chilperico se apodera del tesoro de Soissons y ocupa París. Pero sus hermanos le obligan a respetar el reparto.
Repudia a su primera esposa, Audovera, y en 566 se casa con Galswinta, hija del rey visigodo Atanagildo y hermana de Brunegilda, esposa de Sigeberto I, su hermano, que había heredado Austrasia.
En 567, Galswinta fue asesinada (estrangulada en la cama) y Sigeberto decide vengar a su cuñada. Es el comienzo de la guerra entre Neustria y Austrasia, que durará mucho tiempo, siendo continuada por sus descendientes.
Se casa con Fredegunda. Y el mismo año, la muerte de Cariberto I le hace ganar el reino de París. En 582 ordena el bautismo a todos los judíos que habitaban en su reino. Batido por su hermano Sigeberto, debe su trono al asesinato de este en el año 575.
En 584 le mataron al volver de una cacería. Su hijo Clotario II hereda el reino a la edad de cuatro meses, bajo la tutela de su madre Fredegunda y la protección de su tío Gontrán I, rey de Borgoña, que así recupera el reino de París.